# André Leducq
André Leducq (Saint-Ouen, 27 de febrer de 1904 - Marsella, 18 de juny de 1980) va ser un ciclista francès, professional del 1926 fins al 1938.
Com a ciclista amateur va guanyar el Campionat del món amateur de 1924, així com dos campionats de França, el 1924 i 1925. Com a professional va guanyar la París-Roubaix de 1928 i el Tour de França de 1930 i 1932, cursa en la qual va guanyar un total de 25 etapes en 9 participacions, una fita tan sols superada per Mark Cavendish, Eddy Merckx i Bernard Hinault. El 1931 va guanyar la París-Tours.

## Palmarès
- 1923
  - 1r a la París-Troyes
- 1924
  -  Campió del món amateur
- 1927
  - Vencedor de 3 etapes al Tour de França
  - Vencedor de 2 etapes a la Volta a Euskadi
- 1928
  - 1r a la París-Roubaix
  - 1r a la París-Le Havre
  - Vencedor de 4 etapes al Tour de França
  - Vencedor d'una etapa a la Volta a Euskadi
- 1929
  - Vencedor de 5 etapes al Tour de França
  - Vencedor d'una etapa a la Volta a Euskadi
- 1930
  -  1r al Tour de França i vencedor de dues etapes
  - 1r a la París-Caen
- 1931
  - 1r a la París-Tours
  - 1r a les 24 hores de Beziers
- 1932
  -  1r al Tour de França i vencedor de sis etapes
- 1933
  - 1r al Critèrium Nacional
  - Vencedor de 2 etapes al Tour de França
- 1934
  - 1r al Critèrium d'As
- 1935
  - Vencedor d'una etapa al Tour de França
- 1938
  - 1r a Boulogne-sur-Mer
  - Vencedor d'una etapa al Tour de França

### Resultats al Tour de França
- 1927. 4t de la classificació general. Vencedor de 3 etapes
- 1928. 2n de la classificació general. Vencedor de 4 etapes
- 1929. 11è de la classificació general. Vencedor de 5 etapes
- 1930.  1r de la classificació general. Vencedor de 2 etapes
- 1931. 10è de la classificació general. Vencedor d'una etapa
- 1932.  1r de la classificació general. Vencedor de 6 etapes
- 1933. 31è de la classificació general. Vencedor de 2 etapes
- 1935. 17è de la classificació general. Vencedor d'una etapa
- 1938. 30è de la classificació general. Vencedor d'una etapa

### Resultats al Giro d'Itàlia
- 1935. Abandona